# Jahor (ožina)
Ožina Johor (znana tudi kot ožina Tebrau, ožina Johore, Selat Johor, Selat Tebrau in Tebrau Reach) je ožina, ki ločuje Malezijsko državo Johor na celinski Evraziji na severu, od Singapurja na jugu. Ožina je dolga 50 km in široka okoli 1 km.

## Zgodovina
Ožina Johor je lokacija, ki ima dve listini Viktorijinih križcev. Nagrada je bila dana poročniku Ianu Edwardu Fraserju in glavnemu mornarju Jamesu Josephu Magennisu za potopitev 9850-tonske japonske križarke Takao, 31. julija 1945.
Trenutno prek ožine potekata dve umetni kopenski povezavi. Nasip Johor-Singapur Causeway, preprosto znan kot "Pločnik", povezuje Johor Bahru in Woodlads v Singapurju, medtem ko most, ki je znan kot Malaysia-Singapore Second Link, bolj zahodno v ožini, povezuje Gelang Patah v Johorju in Tuas v Singapurju.
Leta 2003 je Malezija želela zgraditi nov most čez ožino, da bi nadomestila obstoječi Pločnik, vendar pogajanja s Singapurjem niso bila uspešna. Glavni razlogi, ki jih navajajo za spremembe so bili:
1. most bi omogočil prost pretok vode skozi ožino, ki je bila umetno razdeljena na dva dela z gradnjo nasipa (to bi omogočilo ladjam obvoziti pristanišče Singapur).
2. most bi olajšal zastoje v Johor Bahru.

Avgusta 2003 je Malezija napovedala, da bo še naprej načrtovala izgradnjo položno ukrivljenega mostu, ki bi se priključil na polovici na obstoječi nasip na singapurski strani. Načrti vsebujejo tudi premični most za železniško progo.  Planirana gradnja mostu sega že v leto 2006. 
Območje je tudi vir spora zaradi melioracijskih projektov Singapurja na njegovih severovzhodnih otokih. Tam so bili predlogi, da se s projekti melioracije vpliva na pomorsko mejo, plovne poti in vodno ekologijo na malezijski strani. Sanacijski projekti lahko ogrozijo tudi habitate in vire hrane dugongom, ki živijo v ožini.

## Zanimivosti
Najbolj znana turistična zanimivost ožine Johor je plaža Lido, ki se nahaja na malezijski strani ožine. Tukaj lahko obiskovalci hodijo ali kolesarijo po 2 km dolgi plaži. Obstajajo tudi številne restavracije in stojnice s hrano, kot so Tepian Tebrau, kjer so na voljo okusne dobrote, ki jih ima v ponudbi Johor Bahru.

## Pritoki
Večji pritoki, ki težejo v ožino Johore so:
- Sungai Tebrau
- Sungai Segget
- Jahor
- Sungai Sengkuang
- Sungai Haji Rahmat
- Sungai Kempas
- Sungai Sri Buntan
- Sungai Abd Samad
- Sungai Air Molek
- Sungai Stulang
- Sungai Setanggong
- Sungai Tampoi
- Sungai Sebulong
- Sungai Bala
- Sungai Pandan
- Sungai Tengkorak
- Sungai Plentong
- Sungai Senibong
- Sungai Pulai

Opomba: Sungai je malezijska beseda za reko.